# Terres indígenes del Brasil

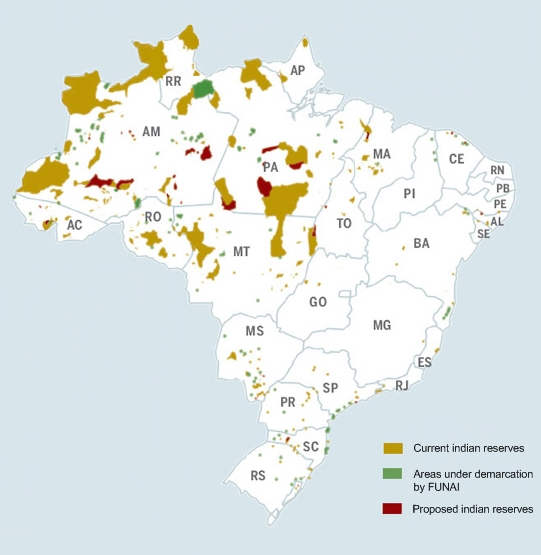
Mapa de terres indígenes brasileres (2008). En color taronja les terres demarcades, en verd en fase de demarcació i en roig les noves propostes.

Les terres indígenes són, segons la llei del Brasil, aquells territoris tradicionalment habitats pels pobles indígenes, que les habiten de forma permanent i les utilitzen per a les seves activitats productives, aquelles que són essencials per a la preservació dels recursos naturals o ambientals necessaris per al seu benestar i la seva reproducció física i cultural, d'acord amb llurs usos, costums i tradicions (paràgraf 1 de l'article 231 de la Constitució Federal). D'acord amb el paràgraf 20 de l'article XI de la Constitució, «pertanyen a la Unió» i, segons el § 4 de l'art. 231, les terres indígenes són «inalienables, inembargables i imprescriptibles».
Al Brasil hi ha 672 terres indígenes que abasten 1.105.258 km², és a dir, el 13% de la superfície total. Atès que la colonització portuguesa de la zona va partir de les costes cap a l'interior, la majoria de les terres indígenes estan concentrades a l'interior, especialment a la selva amazònica. Només hi ha 3 estats federats del Brasil sense territoris indígenes: els estats de Rio Grande do Norte i Piauí, a més del Districte Federal.

## Terres indígenes per estat
| Estat               | Nombre de Terres Indígenes | Àrea(km²) | Proporció |
| ------------------- | -------------------------- | --------- | --------- |
| Acre                | 36                         | 30,721    | 20.13%    |
| Alagoas             | 10                         | 130       | 0.47%     |
| Amazones            | 166                        | 527,783   | 33.6%     |
| Ceará               | 11                         | 114       | 0.08%     |
| Districte Federal   | 0                          | 0         | 0%        |
| Espírito Santo      | 3                          | 76        | 0.16%     |
| Goiás               | 5                          | 405       | 0.12%     |
| Maranhão            | 20                         | 19,057    | 5.74%     |
| Mato Grosso         | 78                         | 188,490   | 20.87%    |
| Mato Grosso do Sur  | 49                         | 6,781     | 1.9%      |
| Minas Gerais        | 9                          | 670       | 0.11%     |
| Pará                | 58                         | 305,724   | 24.5%     |
| Paraíba             | 3                          | 338       | 0.6%      |
| Paranà              | 26                         | 944       | 0.47%     |
| Pernambuco          | 15                         | 1,181     | 1.2%      |
| Piauí               | 0                          | 0         | 0%        |
| Rio de Janeiro      | 5                          | 24        | 0.05%     |
| Rio Grande do Norte | 0                          | 0         | 0%        |
| Rio Grande do Sur   | 45                         | 1,088     | 0.39%     |
| Rondônia            | 24                         | 62,526    | 26.32%    |
| Roraima             | 32                         | 195,752   | 87.27%    |
| Santa Catarina      | 20                         | 562       | 0.59%     |
| São Paulo           | 28                         | 171       | 0.07%     |
| Sergipe             | 1                          | 43        | 0.2%      |
| Tocantins           | 12                         | 25,521    | 9.19%     |
| Brasil              | 672                        | 1,105,258 | 13%       |